# Australian Open 1996
L'Australian Open 1996 è stata la 84ª edizione dell'Australian Open e prima prova stagionale dello Slam per il 1996. Si è disputato dal 15 al 28 gennaio 1996 sui campi in cemento del Melbourne Park di Melbourne in Australia.

## Risultati

### Singolare maschile
Boris Becker ha battuto in finale  Michael Chang con il punteggio di 6–2, 6–4, 2–6, 6–2

### Singolare femminile
Monica Seles ha battuto in finale  Anke Huber con il punteggio di 6–4, 6–1

### Doppio maschile
Stefan Edberg /  Petr Korda hanno battuto in finale  Sébastien Lareau /  Alex O'Brien con il punteggio di 7–5, 7–5, 4–6, 6–1

### Doppio femminile
Chanda Rubin /  Arantxa Sánchez hanno battuto in finale  Lindsay Davenport /  Mary Joe Fernández con il punteggio di 7–5, 2–6, 6–4

### Doppio misto
Larisa Neiland /  Mark Woodforde hanno battuto in finale  Nicole Arendt /  Luke Jensen con il punteggio di 4–6, 7–5, 6–0

## Junior

### Singolare ragazzi
Björn Rehnqvist ha battuto in finale  Mathias Hellström con il punteggio di 6–1 7–6

### Singolare ragazze
Magdalena Grzybowska ha battuto in finale  Nathalie Dechy con il punteggio di 6–1, 4–6, 6–1

### Doppio ragazzi
Daniele Bracciali /  Jocelyn Robichaud hanno battuto in finale  Bob Bryan /  Mike Bryan con il punteggio di 3–6, 6–3, 6–3

### Doppio ragazze
Michaela Paštiková /  Jitka Schonfeldova hanno battuto in finale  Ol'ga Barabanščikova /  Mirjana Lučić-Baroni con il punteggio di 6–1, 6–3